# Champ-sur-Layon
Champ-sur-Layon è un ex comune francese di 1 023 abitanti situato nel dipartimento del Maine e Loira nella regione dei Paesi della Loira. Dal 1º gennaio 2016 è accorpato al nuovo comune di Bellevigne-en-Layon.

## Società

### Evoluzione demografica
Abitanti censiti